# Колорадо Аваланч
«Колорадо Аваланч» (англ. Colorado Avalanche — «Лавина Колорадо») — професіональна хокейна команда з міста Денвера (штат Колорадо). Команда заснована у 1972 в місті Квебек (Канада) під назвою «Квебек Нордікс» як член Всесвітньої хокейної асоціації. Із 1979 команда є членом Національної хокейної ліги. У 1995 році команда переїхала до Денвера.
Команда — член Центрального дивізіону Західної конференції НХЛ.
Домашня арена «Колорадо Аваланч» — Пепсі-центр.
«Аваланч» стали володарями Кубка Стенлі у 1995–1996, 2000–2001 і 2021–2022 роках.

## Володарі Кубка Стенлі
Сезон 2000–2001
Воротарі: Давид Ебішер, Патрік Руа
Захисники: Роб Блейк, Рей Бурк, Грег де Вріс, Адам Фут, Джон Клемм, Ерік Мессьє, Браян Мур, Нолан Пратт, Мартін Шкоула
Нападники: Кріс Дінгман, Кріс Друрі, Петер Форсберг, Мілан Гейдук, Ден Гайноут, Вілле Ніємінен, Скотт Паркер, Шон Подейн, Дейв Рід, Стівен Райнпрехт, Джо Сакік (К), Алекс Тангуей, Стефан Єлль
Головний тренер: Боб Гартлі 
Генеральний менеджер: П'єр Лакруа